# Britannia (symbool)
In de 18e eeuw werd een vrouwenfiguur, de gehelmde en gewapende Britannia of Lady Britannia, een krijgshaftige maagd, het zinnebeeld van het Verenigd Koninkrijk en Engeland.
Naast Britannia wordt ook de figuur John Bull gebruikt om deze gebieden te representeren. Britannia, met een drietand als symbool van haar hegemonie over de oceanen, een helm met pluimen, een klassieke Romeinse tunica en een schild met het Kruis van Sint-Joris en het Kruis van Sint-Andreas, werd in pantomimes uitgebeeld. Britannia verscheen ook op munten en op de Medaille van het Britse Rijk. Deze Britannia is de Britse tegenhangster van de Nederlandse Maagd, Germania en de Franse Marianne. Door een dergelijk zinnebeeld, herinnerend aan Roma, te kiezen identificeerde het zich over de gehele wereld uitbreidende Britse rijk zich met het Romeinse Rijk. De oorspronkelijke beeltenis van Lady Britannia was Frances Stewart, die Karel II van Engeland graag als minnares had gehad. Zij weigerde echter op zijn avances in te gaan en trouwde met Charles Stewart, de hertog van Richmond, die de Engelse ambassadeur in Kopenhagen werd. Haar portret stond van 1672 tot 1971 op Britse munten.
Een dame uitgedost als Britannia was sinds het einde van de 18e eeuw een veelgeziene figuur op het Britse toneel. Men zag haar ook op spotprenten en bij de Last Night of the Proms.